# Volleyball Casalmaggiore 2013-2014
Questa voce raccoglie le informazioni riguardanti il Valleyball Casalmaggiore nelle competizioni ufficiali della stagione 2013-2014.

## Stagione
La stagione 2013-14 è per il Volleyball Casalmaggiore, sponsorizzato dalla Pomì, la prima in Serie A1: la squadra viene ripescata nella massima divisione nazionale a seguito della rinuncia di alcune squadre, dopo aver chiuso, nell'annata precedente, la Serie A2 al secondo posto in regular season ed essere stata sconfitta ai play-off promozione, in finale, dalla Pallavolo Ornavasso. In panchina viene chiamato come allenatore Alessandro Beltrami, mentre la rosa viene sostanzialmente mutata con l'inserimento di Letizia Camera, Tina Lipicer, Immacolata Sirressi, Alessia Gennari, Jovana Stevanović, Florencia Aguirre e Taismary Agüero, arrivata a campionato in corso; tra le conferme quella di Valentina Zago, Lucia Bacchi e Rossella Olivotto.
Il campionato inizia con la vittoria in casa della Futura Volley Busto Arsizio per 3-2: nella giornata successiva arriva la prima sconfitta ad opera del Volley Bergamo, seguita da un altro stop contro il River Volley; segue quindi un periodo di alternanza di risultati che, verso la fine del girone di andata, è caratterizzato prima da due successi e poi da due sconfitte consecutive, che portano il club all'ottavo posto in classifica. Il girone di ritorno inizia con una sconfitta, mentre la parte centrale è segnata da cinque vittorie di fila: la regular season si conclude con due insuccessi ed il settimo posto in classifica che qualifica la squadra ai play-off scudetto; nei quarti di finale la sfida è contro l'Imoco Volley che vince la due gare necessarie per passare al turno successivo, eliminando il Volleyball Casalmaggiore dalla corsa al titolo di campione d'Italia.
Tutte le società partecipanti alla Serie A1 2013-14 sono qualificate di diritto alla Coppa Italia; il club di Casalmaggiore passa gli ottavi di finale grazie al miglior quoziente set, dopo aver vinto la gara di andata per 3-1 contro la Futura Volley Busto Arsizio, ma perdendo quella di ritorno per 3-2: viene poi eliminato nei quarti di finale al seguito della doppia sconfitta inflitta dall'LJ Volley.

## Organigramma societario
Area direttiva
- Presidente: Massimo Boselli
- Vicepresidente: Paolo Borelli
- Segreteria generale: Samuele Zambon
- Consigliere: Luciano Toscani

Area organizzativa
- Direttore generale: Giovanni Chini
- Tutor team: Giuseppe Pini
- Team manager: Brenda Buoli

Area tecnica
- Allenatore: Alessandro Beltrami
- Allenatore in seconda: Giorgio Bolzoni
- Scout man: Luca Ferrari
- Assistente allenatore: Cristiano Ghidorzi

Area comunicazione
- Ufficio stampa: Mauro Vigna

Area sanitaria
- Medico: Claudio Toscani
- Preparatore atletico: Riccardo Ton
- Fisioterapista: Cristian Carubelli

## Rosa
| N° | Nome                 | Ruolo | Data di nascita  | Nazionalità sportiva |
| -- | -------------------- | ----- | ---------------- | -------------------- |
| 1  | Lucia Bacchi         | S     | 4 gennaio 1981   | Italia               |
| 2  | Taismary Agüero      | S/O   | 5 marzo 1977     | Italia               |
| 3  | Rossella Olivotto    | C     | 27 aprile 1991   | Italia               |
| 5  | Immacolata Sirressi  | L     | 19 maggio 1990   | Italia               |
| 6  | Alessia Gennari      | S     | 3 novembre 1991  | Italia               |
| 7  | Geraldina Quiligotti | L     | 16 ottobre 1994  | Italia               |
| 8  | Florencia Aguirre    | C     | 14 maggio 1989   | Uruguay              |
| 9  | Beatrice Agrifoglio  | P     | 1º gennaio 1994  | Italia               |
| 11 | Tina Lipicer         | S     | 9 ottobre 1979   | Slovenia             |
| 12 | Letizia Camera       | P     | 1º ottobre 1992  | Italia               |
| 13 | Valentina Zago       | S/O   | 21 febbraio 1990 | Italia               |
| 15 | Jovana Stevanović    | C     | 30 giugno 1992   | Serbia               |
| 16 | Giuliana Grazietti   | S     | 21 aprile 1993   | Italia               |

## Mercato
| Acquisti | Acquisti             | Acquisti      | Acquisti   |
| R.       | Nome                 | da            | Modalità   |
| -------- | -------------------- | ------------- | ---------- |
| S/O      | Taismary Agüero      | inattiva      | definitivo |
| C        | Florencia Aguirre    | Le Cannet     | definitivo |
| P        | Letizia Camera       | Imoco         | definitivo |
| S        | Alessia Gennari      | Chieri Torino | definitivo |
| S/O      | Giuliana Grazietti   | Bruel Bassano | definitivo |
| S        | Tina Lipicer         | Forlì Bologna | definitivo |
| L        | Geraldina Quiligotti | Casciavola    | definitivo |
| L        | Immacolata Sirressi  | Chieri Torino | definitivo |
| C        | Jovana Stevanović    | Stella Rossa  | definitivo |

| Cessioni | Cessioni            | Cessioni     | Cessioni   |
| R.       | Nome                | a            | Modalità   |
| -------- | ------------------- | ------------ | ---------- |
| S        | Heike Beier         | BKS          | definitivo |
| P        | Stefania Corna      | Flero        | definitivo |
| L        | Elena D'Ambros      | San Vito     | definitivo |
| L        | Giulia Gibertini    | Marsala      | definitivo |
| S        | Alessandra Guatelli | Forlì        | definitivo |
| C        | Serena Malvestito   | ?            | definitivo |
| C        | Daniela Nardini     | Beng Rovigo  | definitivo |
| S        | Federica Nasari     | Marsala      | definitivo |
| C        | Vittoria Repice     | New Libertas | definitivo |

## Risultati

### Serie A1

#### Girone di andata
| 1ª giornata - 20 ottobre 2013 PalaYamamay, Busto Arsizio          | Busto Arsizio       | 1 - 3 | Casalmaggiore | 16-25, 25-18, 22-25, 20-25 |
| 2ª giornata - 26 ottobre 2013 PalaFarina, Viadana                 | Casalmaggiore       | 1 - 3 | Bergamo       | 23-25, 25-22, 16-25, 23-25 |
| 3ª giornata - 3 novembre 2013 PalaBanca, Piacenza                 | River               | 3 - 0 | Casalmaggiore | 25-18, 25-21, 25-18        |
| 5ª giornata - 1º dicembre 2013 PalaMondolce, Urbino               | Robur Tiboni Urbino | 0 - 3 | Casalmaggiore | 18-25, 22-25, 18-25        |
| 6ª giornata - 9 dicembre 2013 Palazzetto dello Sport, Frosinone   | IHF                 | 3 - 0 | Casalmaggiore | 25-20, 25-22, 25-14        |
| 7ª giornata - 15 dicembre 2013 PalaFarina, Viadana                | Casalmaggiore       | 3 - 1 | Forlì         | 25-21, 25-23, 18-25, 26-24 |
| 8ª giornata - 22 dicembre 2013 PalAmico, Castelletto sopra Ticino | Ornavasso           | 1 - 3 | Casalmaggiore | 25-13, 20-25, 19-25, 23-25 |
| 9ª giornata - 26 dicembre 2013 PalaFarina, Viadana                | Casalmaggiore       | 0 - 3 | LJ            | 22-25, 20-25, 15-25        |
| 10ª giornata - 12 gennaio 2013 PalaFarina, Viadana                | Casalmaggiore       | 0 - 3 | Imoco         | 21-25, 26-28, 20-25        |
| 11ª giornata - 18 gennaio 2014 Sporting Palace, Novara            | AGIL                | 3 - 0 | Casalmaggiore | 25-23, 25-21, 25-12        |

#### Girone di ritorno
| 12ª giornata - 2 febbraio 2014 PalaFarina, Viadana  | Casalmaggiore | 2 - 3 | Busto Arsizio       | 23-25, 18-25, 25-14, 25-22, 15-17 |
| 13ª giornata - 8 febbraio 2014 PalaNorda, Bergamo   | Bergamo       | 2 - 3 | Casalmaggiore       | 25-13, 24-26, 18-25, 25-18, 10-15 |
| 14ª giornata - 16 febbraio 2014 PalaFarina, Viadana | Casalmaggiore | 0 - 3 | River               | 25-27, 22-25, 18-25               |
| 16ª giornata - 5 marzo 2014 PalaFarina, Viadana     | Casalmaggiore | 3 - 0 | Robur Tiboni Urbino | 25-23, 25-19, 27-25               |
| 17ª giornata - 9 marzo 2014 PalaFarina, Viadana     | Casalmaggiore | 3 - 1 | IHF                 | 28-30, 25-21, 25-23, 25-20        |
| 18ª giornata - 16 marzo 2014 PalaRomiti, PalaRomiti | Forlì         | 0 - 3 | Casalmaggiore       | 16-25, 21-25, 20-25               |
| 19ª giornata - 23 marzo 2014 PalaFarina, Viadana    | Casalmaggiore | 3 - 0 | Ornavasso           | 25-22, 25-20, 25-12               |
| 20ª giornata - 29 marzo 2014 PalaPanini, Modena     | LJ            | 1 - 3 | Casalmaggiore       | 23-25, 23-25, 25-23, 20-25        |
| 21ª giornata - 2 aprile 2014 PalaVerde, Conegliano  | Imoco         | 3 - 0 | Casalmaggiore       | 25-17, 27-25, 25-18               |
| 22ª giornata - 5 aprile 2014 PalaFarina, Viadana    | Casalmaggiore | 0 - 3 | AGIL                | 27-29, 27-29, 21-25               |

#### Play-off scudetto
| Quarti di finale (gara 1) - 9 aprile 2014 PalaVerde, Villorba  | Imoco         | 3 - 0 | Casalmaggiore | 25-13, 25-12, 29-27 |
| Quarti di finale (gara 2) - 12 aprile 2014 PalaFarina, Viadana | Casalmaggiore | 0 - 3 | Imoco         | 21-25, 21-25, 21-25 |

### Coppa Italia

#### Fase a eliminazione diretta
| Ottavi di finale (andata) - 9 novembre 2013 PalaFarina, Viadana          | Casalmaggiore | 3 - 1 | Busto Arsizio | 19-25, 25-23, 29-27, 25-23       |
| Ottavi di finale (ritorno) - 17 novembre 2013 PalaYamamay, Busto Arsizio | Busto Arsizio | 3 - 2 | Casalmaggiore | 25-14, 22-25, 25-21, 26-28, 15-6 |
| Quarti di finale (andata) - 25 gennaio 2014 PalaFarina, Viadana          | Casalmaggiore | 0 - 3 | LJ            | 15-25, 21-25, 19-25              |
| Quarti di finale (ritorno) - 29 gennaio 2014 PalaPanini, Modena          | LJ            | 3 - 1 | Casalmaggiore | 25-18, 21-25, 25-22, 25-23       |

## Statistiche

### Statistiche di squadra
| Competizione | Punti | In casa | In casa | In casa | In trasferta | In trasferta | In trasferta | Totale | Totale | Totale |
| Competizione | Punti | G       | V       | P       | G            | V            | P            | G      | V      | P      |
| ------------ | ----- | ------- | ------- | ------- | ------------ | ------------ | ------------ | ------ | ------ | ------ |
| Serie A1     | 30    | 11      | 4       | 7       | 11           | 6            | 5            | 22     | 10     | 12     |
| Coppa Italia | -     | 2       | 1       | 1       | 2            | 0            | 2            | 4      | 1      | 3      |
| Totale       | -     | 13      | 5       | 8       | 13           | 6            | 7            | 26     | 11     | 15     |

G = partite giocate; V = partite vinte; P = partite perse

### Statistiche dei giocatori
| Giocatore     | Serie A1 | Serie A1 | Serie A1 | Serie A1 | Serie A1 | Coppa Italia | Coppa Italia | Coppa Italia | Coppa Italia | Coppa Italia | Totale | Totale | Totale | Totale | Totale |
| Giocatore     | P        | PT       | AV       | MV       | BV       | P            | PT           | AV           | MV           | BV           | P      | PT     | AV     | MV     | BV     |
| ------------- | -------- | -------- | -------- | -------- | -------- | ------------ | ------------ | ------------ | ------------ | ------------ | ------ | ------ | ------ | ------ | ------ |
| B. Agrifoglio | 16       | 4        | 0        | 3        | 1        | 3            | 0            | 0            | 0            | 0            | 19     | 4      | 0      | 3      | 1      |
| T. Agüero     | 7        | 12       | 11       | 0        | 1        | -            | -            | -            | -            | -            | 7      | 12     | 11     | 0      | 1      |
| F. Aguierre   | 22       | 147      | 111      | 33       | 3        | 4            | 33           | 23           | 10           | 0            | 26     | 180    | 134    | 43     | 3      |
| L. Bacchi     | 19       | 111      | 102      | 6        | 3        | 1            | 4            | 3            | 0            | 1            | 20     | 115    | 105    | 6      | 4      |
| L. Camera     | 22       | 9        | 3        | 2        | 4        | 4            | 5            | 2            | 1            | 2            | 26     | 14     | 5      | 3      | 6      |
| A. Gennari    | 22       | 208      | 179      | 15       | 14       | 4            | 42           | 35           | 5            | 2            | 26     | 250    | 214    | 20     | 16     |
| G. Grazietti  | 17       | 15       | 12       | 3        | 0        | 3            | 5            | 5            | 0            | 0            | 20     | 20     | 17     | 3      | 0      |
| T. Lipicer    | 22       | 234      | 213      | 14       | 7        | 4            | 70           | 67           | 2            | 1            | 26     | 304    | 280    | 16     | 8      |
| R. Olivotto   | 18       | 50       | 33       | 9        | 8        | 4            | 4            | 1            | 1            | 2            | 22     | 54     | 34     | 10     | 10     |
| G. Quiligotti | 4        | -        | -        | -        | -        | 3            | -            | -            | -            | -            | 7      | -      | -      | -      | -      |
| I. Sirressi   | 22       | -        | -        | -        | -        | 3            | -            | -            | -            | -            | 25     | -      | -      | -      | -      |
| J. Stevanović | 22       | 226      | 148      | 67       | 11       | 4            | 42           | 25           | 14           | 3            | 26     | 268    | 173    | 81     | 14     |
| V. Zago       | 20       | 284      | 209      | 30       | 45       | 4            | 45           | 40           | 3            | 2            | 24     | 329    | 249    | 33     | 47     |

P = presenze; PT = punti totali; AV = attacchi vincenti; MV = muri vincenti; BV = battute vincenti